# Chaîne de l'Ienisseï
La chaîne de l'Ienisseï (en russe : Енисейский кряж) est une chaîne de basse altitude située sur la bordure sud-ouest du plateau de Sibérie centrale, entre les rivières Kan et Toungouska Pierreuse dans le kraï de Krasnoïarsk. Sa longueur est de 700-750 km pour une largeur qui va jusqu'à 200 km, à une altitude maximale de 1 104 mètres au mont Ienachiminski Polkan. La chaîne de l'Ienisseï comprend deux régions : la région méridionale d'Angora-Kanski d'une part et la Zaangare d'autre part, séparées par la vallée de l'Angara.

## Géographie

### Topographie
Les types de relief de la chaîne de l'Ienisseï sont très divers. Entre les fleuves le relief est aplati ou en forme de dômes. Le vallées fluviales sont profondes, en forte pente, disséquant l'ensemble de la crête en massifs séparés. La partie la plus élevée est sa partie axiale dont la hauteur varie de 650 mètres à environ 1 000 mètres. Les sommets les plus élevés sont le Ienachiminski Polkan (1 104 mètres), les deux monts Chauves (1 052 et 973 mètres), le Netotchnaïa (868 mètres), le Soni-Gora (838 mètres). L'altitude la plus basse (30 mètres) se trouve sur l'Ienisseï à l'extrémité nord de la crête. Là, un peu en dessous du confluent avec la Toungouska Pierreuse, se forment dans le fleuve les rapides d'Osinovski (avec les îles Monastirski, Korablik et Barotchka). D'autres rapides de la région se trouvent dans le raïon de Kazatchinksi (ru), les rapides de Kazatchinski (ru) à 223 km de Krasnoiarsk près du cap de Krasnoiarsk.

### Géologie

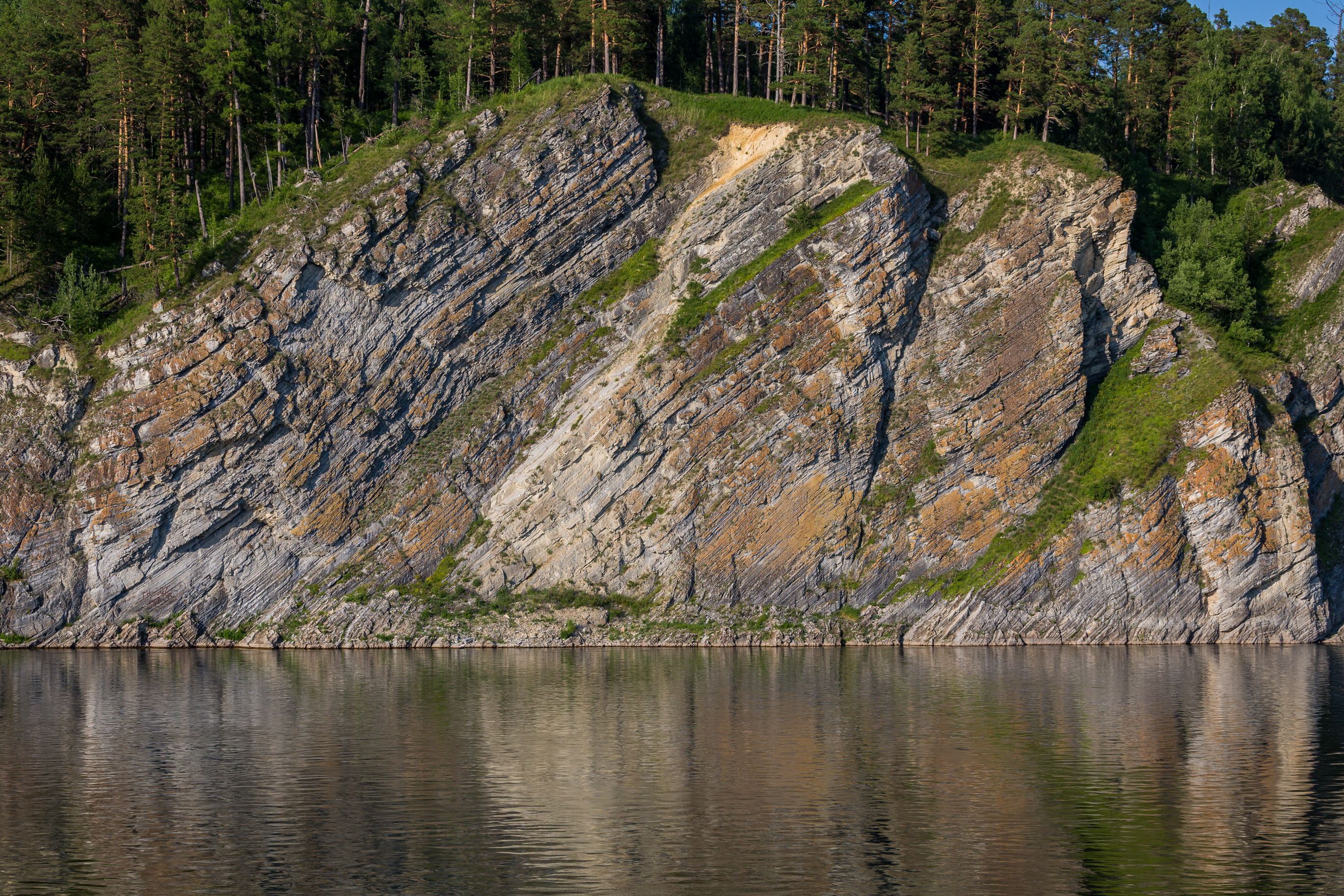
Rochers proches des rapides de Kazatchinski.

La chaîne de l'Ienisseï fait partie de la région de Ienisseï-Saian, formant la périphérie sud-ouest du craton sibérien.
La base de la chaîne est constituée de sédiments précambriens, dont l'âge n'a pas encore été déterminé aves précision. La chaîne elle-même est composée de roches denses anciennes : calcaire, grès, schiste, roches magmatiques sous forme de couches de basalte, diabase et gabbro.
Les montagnes ont des zones d'élévation stables, pour les plus récentes, posées sur des anciennes bases cristallines du Protérozoïque. Il existe de vastes intrusions magmatiques, parmi lesquels des granitoïdes précambriens. La formation de la structure de la chaîne de l'Ienisseï s'est déroulée en plusieurs étapes, liées aux événements d'accrétion-collision, survenus à la fin du Protérozoïque précoce (il y a 1 900-1 800 millions d'années) et au Néoprotérozoïque précoce (il y a 890-850 millions d'années), au début du Néoprotérozoïque moyen (760-720 millions d'années) et au Néoprotérozoïque tardif (630-560 millions d'années).
La chaîne de l'Ienisseï est riche en minéraux tels que le fer, la bauxite, la magnésite, le talc etc. Au milieu du XIXe siècle on y a aussi trouvé de l'or le long du cours d'eau Olimpiada. Au début du XXIe siècle des découverts plus importantes d'or ont été réalisées.

### Faune et flore
La chaîne de l'Ienisseï est située au milieu et au sud de la taïga. Sur les pentes de la taïga des montagnes, on trouve des conifères, le plus souvent des mélèzes et des pins mélèzes. En altitude des arbres à croissance lente forment des couverts de bosquets d'arbustes, d'arbrisseaux. Les plus hauts sommets sont quant à eux dépourvus d'arbres du fait des roches qui recouvrent les sols. La taïga de la crête de l'Ienisseï a longtemps été célèbre pour son abondance en animaux à fourrure précieuse.

## Histoire
Vladimir Ronin rapporte que c'est dans ces régions peu peuplées que le révolutionnaire idéologue socialiste russe Nikolaï Tchernychevski, auteur du roman Que faire ?, a subi sa condamnation au bagne de 1864 à 1871. Trente ans plus tard, de 1897 à 1900, c'est son lecteur passionné Vladimir Lenine qui rédigea, dans la même région où il est exilé et assigné à résidence, son ouvrage Le développement du capitalisme en Russie.

## Exploitation minière
Le volume de l'or extrait avant la révolution russe s'élève à 532 kg. Le champ de la mine Olimpiada est développé par la société Polyus Gold. Les ressources totales de la dorsale de l'Ienisseï en or sont estimées avant les découvertes de nouvelles galeries en 2020  à 1 570 tonnes,.

### Sources
- Grande encyclopédie soviétique
- Dictionnaire encyclopédique russe
- V. Kotliakova, Dictionnaire des dénominations géographiques, Iekaterinbourg, U-Faktoriya, 2006.